# Кутинели (Напуљ)
Кутинели је насеље у Италији у округу Напуљ, региону Кампанија.
Према процени из 2011. у насељу је живело 237 становника. Насеље се налази на надморској висини од 57 м.